# Wikipedia włoskojęzyczna
Wikipedia włoskojęzyczna – włoskojęzyczna wersja Wikipedii założona 11 maja 2001 roku.
W sierpniu 2005 roku Wikipedia włoskojęzyczna prześcignęła Wikipedię hiszpańskojęzyczną i portugalskojęzyczną, zostając ósmą pod względem liczby artykułów wersją językową Wikipedii. Głównym powodem wzrostu liczby artykułów było wstawienie za pomocą bota ośmiu tysięcy zalążków artykułów o miejscowościach w Hiszpanii. 8 września tegoż roku Wikipedia włoskojęzyczna prześcignęła Wikipedię niderlandzkojęzyczną, a dzień później, 9 września, przekroczyła próg 100 000 haseł. 11 września prześcignęła Wikipedię szwedzkojęzyczną, stając się piątą pod względem wielkości wersją językową. Znowu pomogły w tym automatycznie tworzone artykuły – Bot stworzył ponad 35 000 artykułów o miejscowościach we Francji. Jednakże piąte miejsce zostało jej odebrane 23 września 2005 roku przez Wikipedię polskojęzyczną. Próg 250 tysięcy artykułów został osiągnięty 4 lutego 2007 roku. Wzrost liczby artykułów w pierwszych miesiącach 2007 roku w dalszym ciągu w dużej mierze był wynikiem działań botów. Na samym tylko przełomie stycznia i lutego bot utworzył kilkanaście tysięcy haseł o ciałach niebieskich.
3 października 2008 roku Wikipedia włoskojęzyczna przekroczyła 500 000 artykułów, co dawało jej szóste miejsce w rankingu wszystkich wersji językowych. 22 czerwca 2010 roku przekroczyła 700 000. 13 kwietnia 2010 roku osiągnęła liczbę 500 000 zarejestrowanych użytkowników. 28 września wyprzedziła Wikipedię polskojęzyczną, stając się czwartą, wkrótce znowu spadła na piąte miejsce, by powrócić później na 4. miejsce w rankingu. Liczba artykułów w obu wersjach jest zbliżona.
4 października 2011 Wikipedia włoskojęzyczna ogłosiła protest w związku z głosowaniem ustawy, która mogłaby zaszkodzić rozwojowi encyklopedii. Wszystkie hasła przekierowywały do komunikatu o proteście.